# Ciocănitoare de teren
Ciocănitoarea de teren (Geocolaptes olivaceus) este una dintre cele trei ciocănitori care trăiesc la sol (celelalte sunt ciocănitoarea andină și ciocănitoarea de câmp). Specia locuiește pe pante mai degrabă sterpe, abrupte și pline de bolovani în zonele colinare și muntoase relativ răcoroase din Africa de Sud, Lesotho și Eswatini și nu a fost încă înregistrată în afara Africii de Sud. Se găsește într-o zonă largă, de la sud-vest la nord-est, de la Peninsula Cape și Namaqualand⁠(d) la Mpumalanga.

## Taxonomie
Ciocănitoarea de teren a fost descrisă în 1782 de ornitologul englez John Latham⁠(d) dintr-un specimen colectat la Capul Bunei Speranțe din Africa de Sud. El a folosit denumirea engleză "Crimson woodpecker", dar nu a introdus o denumire latină. Când naturalistul german Johann Friedrich Gmelin a actualizat Systema Naturae a lui Carl Linnaeus pentru a 13-a ediție în 1788, a inclus o scurtă descriere a ciocănitoarei de teren, a citat lucrarea lui Latham și a inventat numele binomial Picus olivaceus.
Ciocănitoarea de teren este în prezent inclusă în genul Geocolaptes, care a fost introdus de naturalistul englez William John Swainson în 1832 pentru a găzdui ciocănitoarea de teren. Denumirea generică Geocolaptes combină cuvântul din greaca veche geō, care înseamnă „pământ”, cu denumirea genului Colaptes, care a fost introdusă de zoologul irlandez Nicholas Aylward Vigors⁠(d) în 1825. Colaptes provine din greaca veche kolaptēs care înseamnă „dulgher”. Epitetul specific olivaceus este latinescul modern pentru verde-oliv. Ciocănitoarea de teren este monotipă: nu sunt recunoscute subspecii.

## Galerie

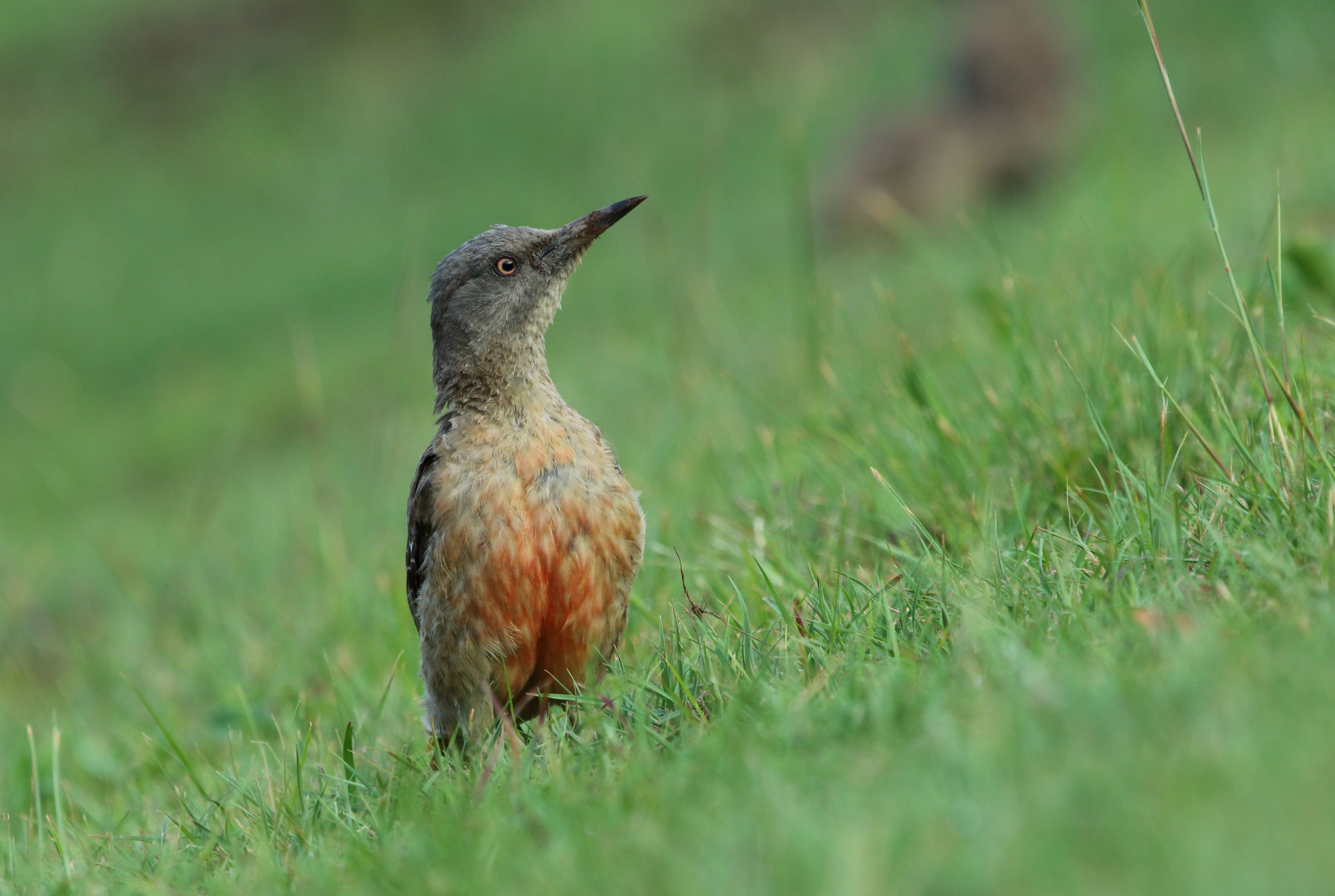
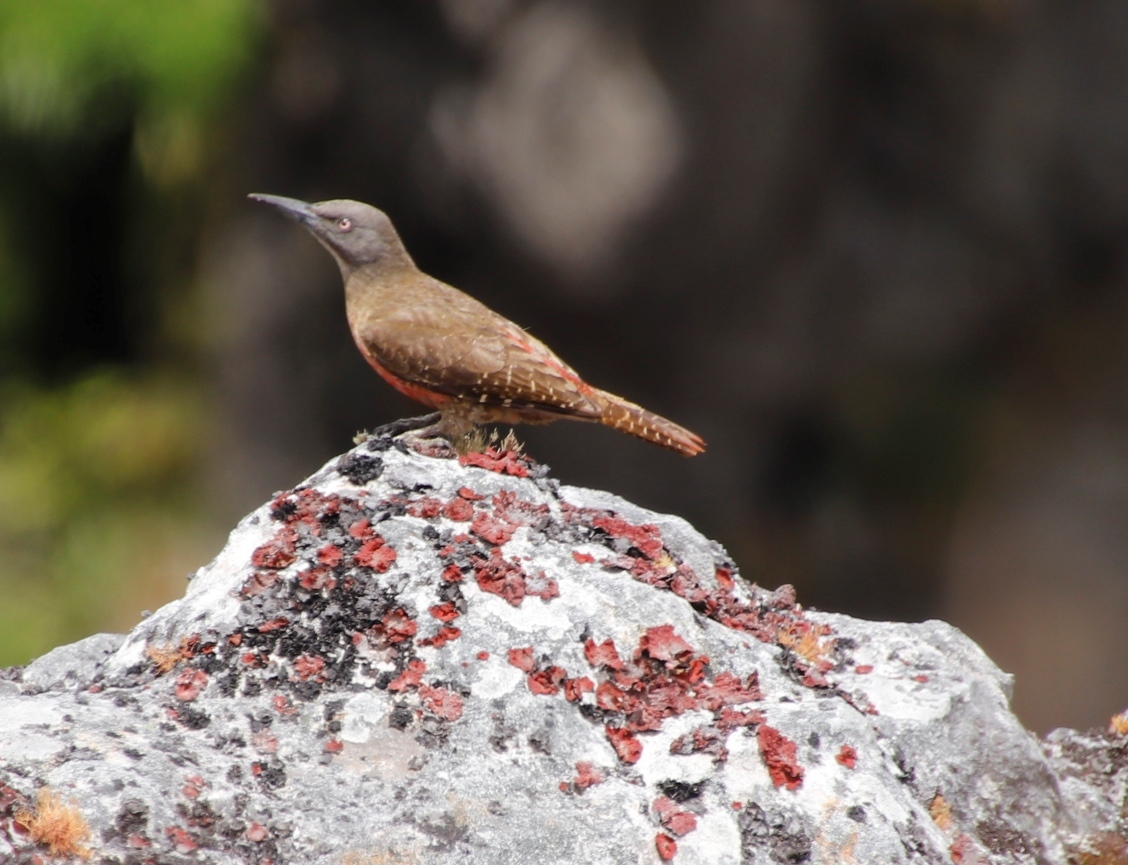
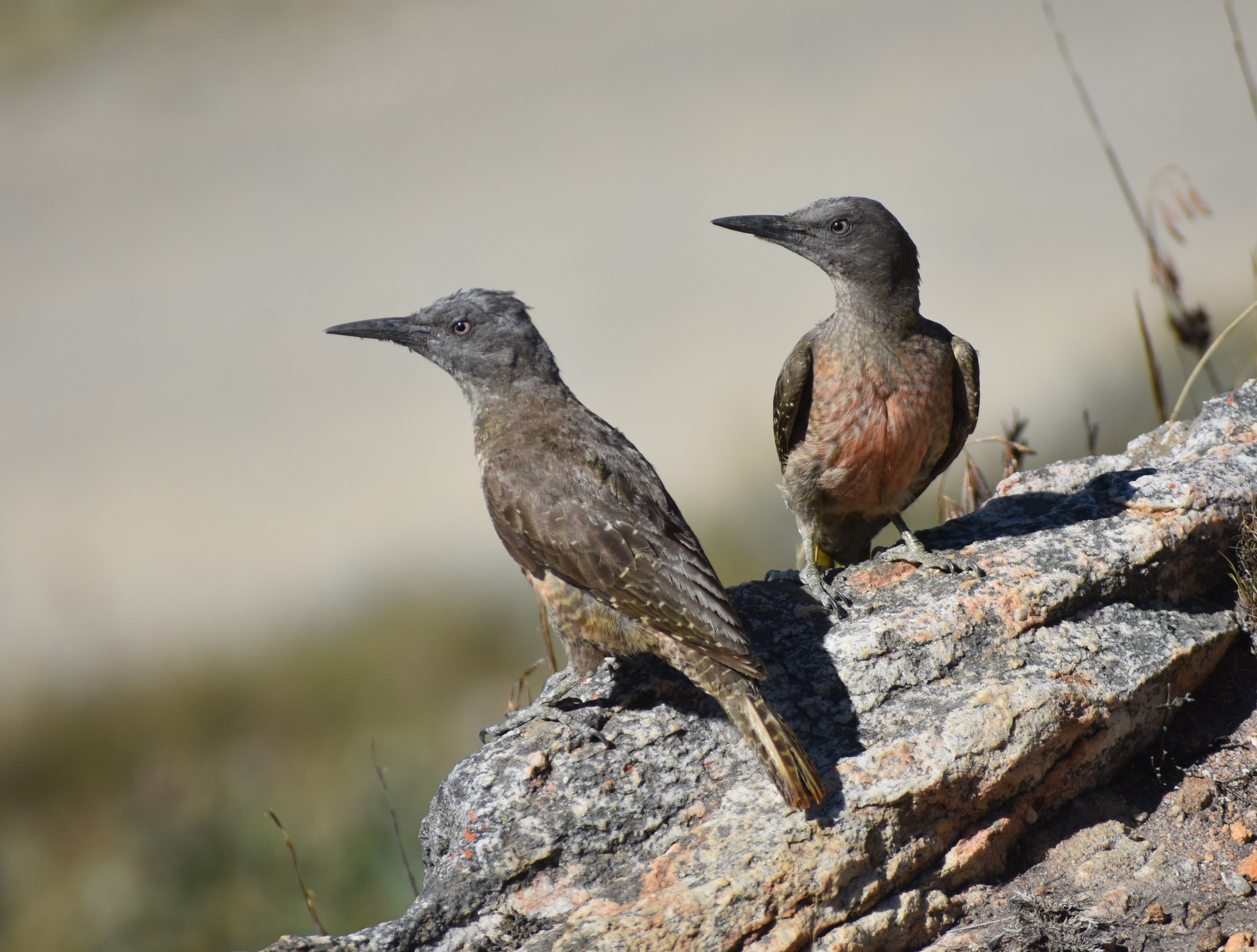
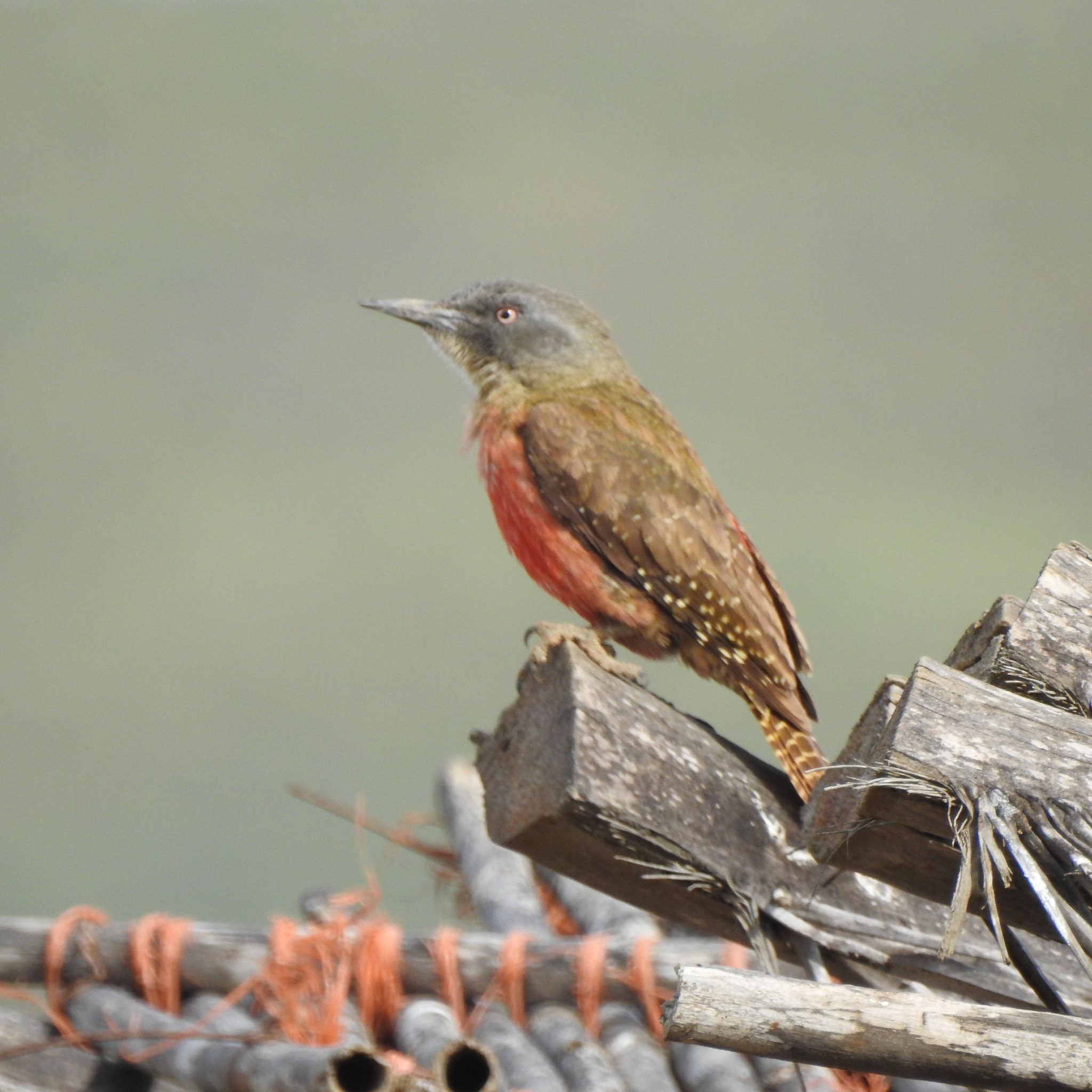